# أحمد المستنبط
أحمد بن رضي الموسوي التبريزي الشهير بـالمستنبط (24 مايو 1907 - 31 مايو 1979) فقيه ومحدث إيراني - عراقي في القرن العشرين الميلادي/الرابع عشر الهجري. ينتمي إلى أسرة موسوية آذرية إيرانية شيعة اثنا عشرية من أصل عربية هاشمية، وهو من مواليد تبريز ونشأ بها وقرأ المقدّمات الأدبية والشرعية بها ثم انتقل إلى النجف وتتلمذ على يد حسين النائيني وضياء الدين العراقي وعلي الإيرواني وأبي الحسن الأصفهاني وأبو القاسم الخوئي. له مؤلفات في الفقه الجعفري الإمامي وحول أئمة الإثني عشرية. توفي في النجف ودفن في العتبة العلوية. شقيقه هو نصر الله المستنبط.

## سيرته
ولد السيّد أحمد بن رضي بن أحمد بن نصر الله الموسوي التبريزي في تبريز 12 ربيع الآخر 1325/ 24 مايو 1907 ونشأ بها وقرأ المقدّمات الأدبية والشرعية فيها، ثمّ هاجر إلى العراق واستوطن النجف وحضر الأبحاث العالية على الشيخ حسين النائيني وضياء الدين العراقي وعلي الإيرواني وأبي الحسن الأصفهاني وأبو القاسم الخوئي حتى تخرج عليهم وأُجيز منهم بالاجتهاد. حسين أبو سعيدة الموسوي هو من تلاميذه. روي عنه آغا بزرك الطهراني وعباس القمي. عني في مؤلفاته بأئمة الإثني عشرية والفقه الجعفري الإمامي، وتصدى لإمامة الجماعة في مسجد الصاغة بالنجف. شقيقه هو نصر الله المستنبط. 

توفي بالنجف 5 رجب سنة 1399/ 31 مايو 1979 ودفن في العتبة العلوية بالصحن الشريف بحجرة رقم 23.

## مؤلفاته
- البشارة والزيارة.
- الرثاء والأسى.
- العقائد الحقة في الأُصول الخمسة.
- القطرة من بحر مناقب العترة.
- منتخب خاتم الرسائل بأحسن الوسائل.
- المناسك والمدارك وغيرها وكلّها مطبوعة.